# ロンジン
ロンジン（Compagnie des Montres Longines Francillon SA、Longines）は、スイスの時計メーカー。
会社名はフランス古語で「花溢れ小川流れる野原」との意。ロゴは「翼の砂時計」。
かつてはチャールズ・リンドバーグをアドバイザーとした航空航法機能を搭載した腕時計の開発、世界初のフライバック機能の開発など高い技術を持ち、クロノグラフのキャリバーを自社生産していたマニュファクチュールであった。
当時の主力キャリバー12.68Z、フライバッククロノグラフキャリバー13ZN、フライバッククロノグラフキャリバー30CH等は現在でも市場で評価が高い。また軍用時計も数多く生産し、特に第二次世界大戦期のイギリスには2番目に多く時計を納入したブランドである。
しかしクォーツショックなどで経営状態は悪化。現在はスウォッチ・グループ傘下でエタのムーブメントを入れた時計を製造している。
同社の懐中時計はアルベルト・アインシュタインが愛用していたほか、第二次世界大戦前には芥川賞と直木賞の正賞（賞金は副賞）の懐中時計も同社製だった。
北米の代理店がウィットナーであり、さらにはキャリバーの状態で輸出してウィットナーがケースに入れて販売された個体も多い。

## 沿革
- 1832年 - オーギュスト・アガシによりアガシ商会が設立される。
- 1867年 - オーギュスト・アガシの甥であり後継者であったエルネスト・フランシヨン（Ernest Francillon ）がスイスのシュズ河畔ロンジンに工場を作った。パリ万博に出展したロンジン最初の懐中時計が銅メダルを受賞した。
- 1873年 - ウィーン万国博覧会で優秀賞を受賞。
- 1879年 - この年から20年間にわたりヌーシャテル天文台より精度記録を受賞。
- 1885年 - この年からイギリス、キュー=テディントン天文台（King's Observatory ）のコンクールに参加し通算で141回の受賞を得ている。アントウェルペン万国博覧会で初のグランプリ受賞。
- 1889年 - ロゴ「有翼の砂時計」をスイス特許局に登録した。パリ万国博覧会で2度目のグランプリを受賞。
- 1896年 - 近代オリンピック第1回となるアテネオリンピックにストップウォッチを提供した。
- 1900年 - パリ万国博覧会で4度目のグランプリ受賞。
- 1908年 - ボードクロノメーター及びポケットクロノメーターによって、ヌーシャテル天文台よりシリーズ賞受賞。
- 1923年 - FAI(国際航空連盟)とNAA(アメリカ航空協会)のオフィシャルウォッチにロンジンが採用される。
- 1925年 - パリアールデコ博覧会でグランプリ受賞。
- 1929年 - バルセロナ万国博覧会で通算10回目のグランプリ獲得。ツェッペリンの世界一周旅行のナビゲーションとしてロンジンが採用された。
- 1930年 - チャールズ・リンドバーグの大西洋無着陸単独飛行の公式計測時計としてロンジンのクロノメータが使用された。
- 1931年 - チャールズ・リンドバーグ考案の「アワーアングルウォッチ」を発売。
- 1932年 - アメリア・イアハートがロンジンの時計を使用し大西洋単独飛行に成功した。
- 1933年 - フォーミュラ1になる前のブラジルグランプリの計時を担当した。
- 1947年 - フライバッククロノグラフキャリバー30CH開発。
- 1967年 - 10振動毎秒のCal.L431を搭載したウルトラクロンコレクションが発売開始。
- 1972年 - ユンハンスとともにミュンヘンオリンピックの公式計時を担当した。オメガと共同で計時専門会社スイス・タイミング[注釈 2]を設立。
- 1987年 - チャールズ・リンドバーグ考案の「アワーアングルウォッチ」を自動巻モデルとして復刻。パリのウォッチ・オブ・ザ・イヤーに輝いた。

## 著名な製品

### ウィームス・ナヴィゲーション・ウォッチ
アメリカ海軍のフィリップ・ヴァン・ホーン・ウィームス（Philip Van Horn Weems ）大佐の発案で1927年に開発された。最初のモデルは1929年に製造された。
パイロット用の時計には秒単位の時間精度が必要とされたが、当時の技術では時計の秒針を一時停止させての時間合わせをする機構の実現が難しかった。この製品では秒針ではなく秒表示の記載されたベゼルを回してロックすることにより、秒単位まで時間を合わせられる。

### アワーアングル・ウォッチ
チャールズ・リンドバーグの発案で1931年にウィームス・ナヴィゲーション・ウォッチを改良して開発された時計。六分儀、航海暦との併用で現在位置の経度を迅速に知ることが可能になる。

### ウルトラ・クロン
1967年にロンジン工場創設100周年と、ウォッチの総販売数1500万本を達成したことを記念して、これまでより格段に高精度の自動巻腕時計であるウルトラ・クロンを発売した。これには伝説のハイビート10振動毎秒(36,000振動毎時)のCal.L431が搭載されていた。　その後1972年からCal.L6651に変更された。 1968年製のウルトラ・クロン スクエアーケースが後のヘリテージ1968の原型となっている。

## ムーブメント
現在は、エタのムーブメントを利用した製品が中心であるが、かつては自社でも高精度・高品質なムーブメントを製作していた。かつてのロンジンは、まさに世界を代表する時計を世に送り出していた。

### L990
1977年に発表した、3針、ツインバレル機構のムーブメント。当該ムーブメントは高精度、薄型を実現した名器中の名器である。1990年前後にロンジンがレマニアに売却。その後レマニアとロンジンは同じスォッチグループ傘下におさまり、L990+ロンジンの時計が再度実現した。なお、L990+ロンジンの組み合わせの時計は限定モデルが多く、現在では入手困難である。

### L22A
1945年に特許を出願した偏心リザーバーを備えた両方向巻き上げ式自動巻機構がCal.L22A及びCal.L19Aに採用されている。　これはそれまでの自動巻機構で問題となっていたムーブメントのサイズ、ゼンマイ強度の問題を解決している。

### L431
機械式時計ではテンプの振動数が高いほどより安定して高精度が得られる。1959年に従来の倍の10振動毎秒のCal.L360(手巻)を開発して天文台コンテストに出品していたが、これを元に市販品の開発を行い、10振動/秒のCal.L431(自動巻)が1967年にウルトラクロンに搭載された。Cal.L431は1971年までウルトラクロンに搭載されていたが、耐久性の問題もあったため、1972年に改良型Cal.L6651に切り替わった。このCal.L6651は8振動/秒へとスペックダウンされている。 Cal.L431搭載のウルトラクロンは独特のハイビートを奏でることでマニアの間では高い評価を得ている。　また、このころのウルトラクロンの角型ケースが2013年に発売されたヘリテージ1968の元になっている。

### L890
クオーツ時計がマーケットを席巻し始めた1975年に発表されたCal.L890は、ゼンマイを収めたバレル(香)箱を上下に配置しており、ハイビートのムーブメントをより長時間駆動でき、トルク軽減と精度の安定の工夫がなされていた。

## 公式計時

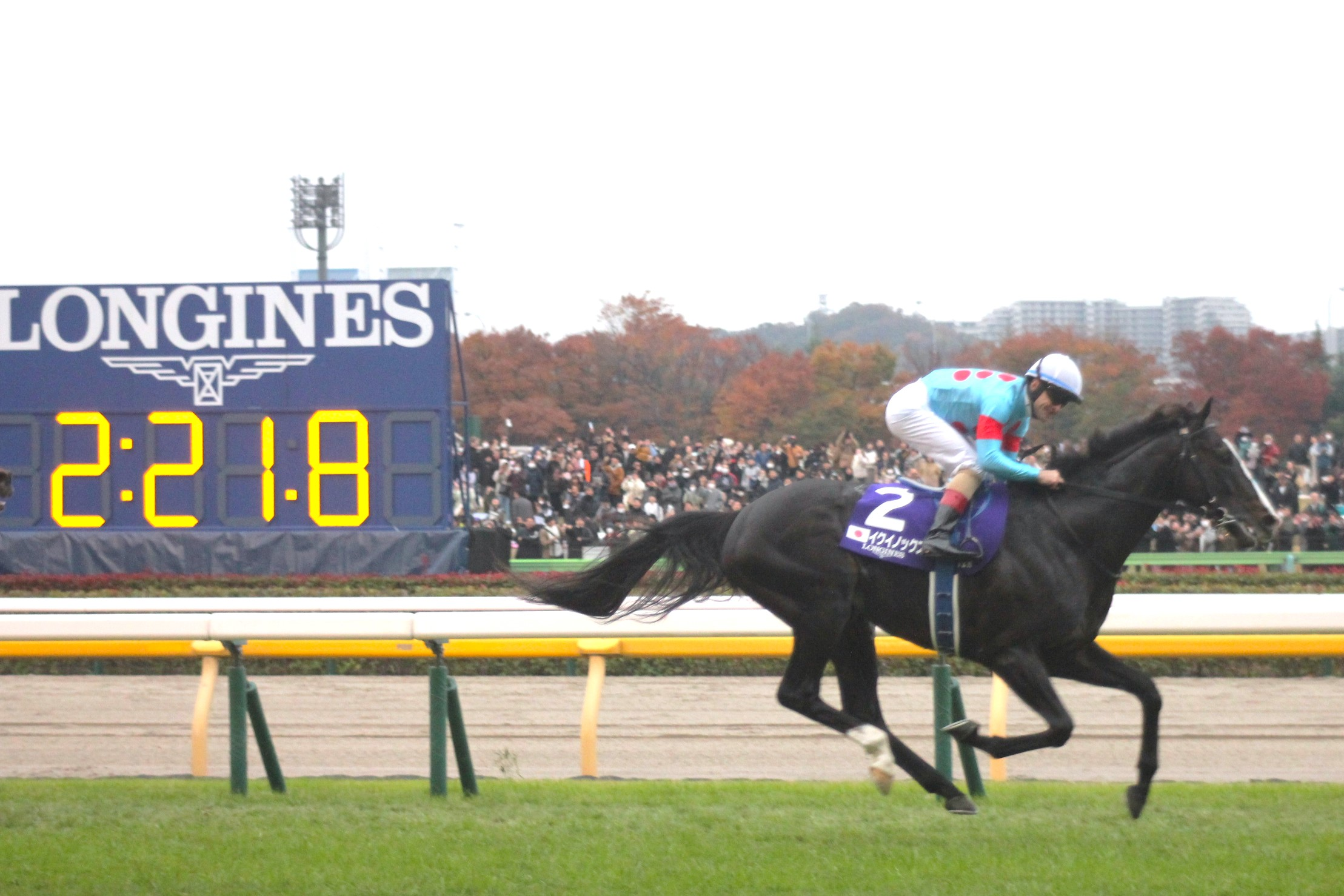
2023年ジャパンカップ

ロンジンは、以下の大会にて公式計時を行っている。
- コモンウェルスゲームズ（英連邦競技大会）
- 国際スキー連盟（FIS）
- フランスギャロ
- ドバイワールドカップカーニバル
- ケンタッキーダービー、プリークネスS、ベルモントSのアメリカ競馬三冠
- 香港国際競走
- ジャパンカップ（2014年〜）[注釈 3][3][4]